# Île Chisak
L'île Chisak (Chisak Island) est une des îles Andreanof situées dans l'archipel des Aléoutiennes (Alaska). Cette petite île inhabitée fait un kilomètre de long et se situe au sud de l'île Petite Tanaga.
L'île fut ainsi nommée par les membres de l'expédition américaine aux Aléoutiennes en 1934.